# Acuerdos de Grenelle

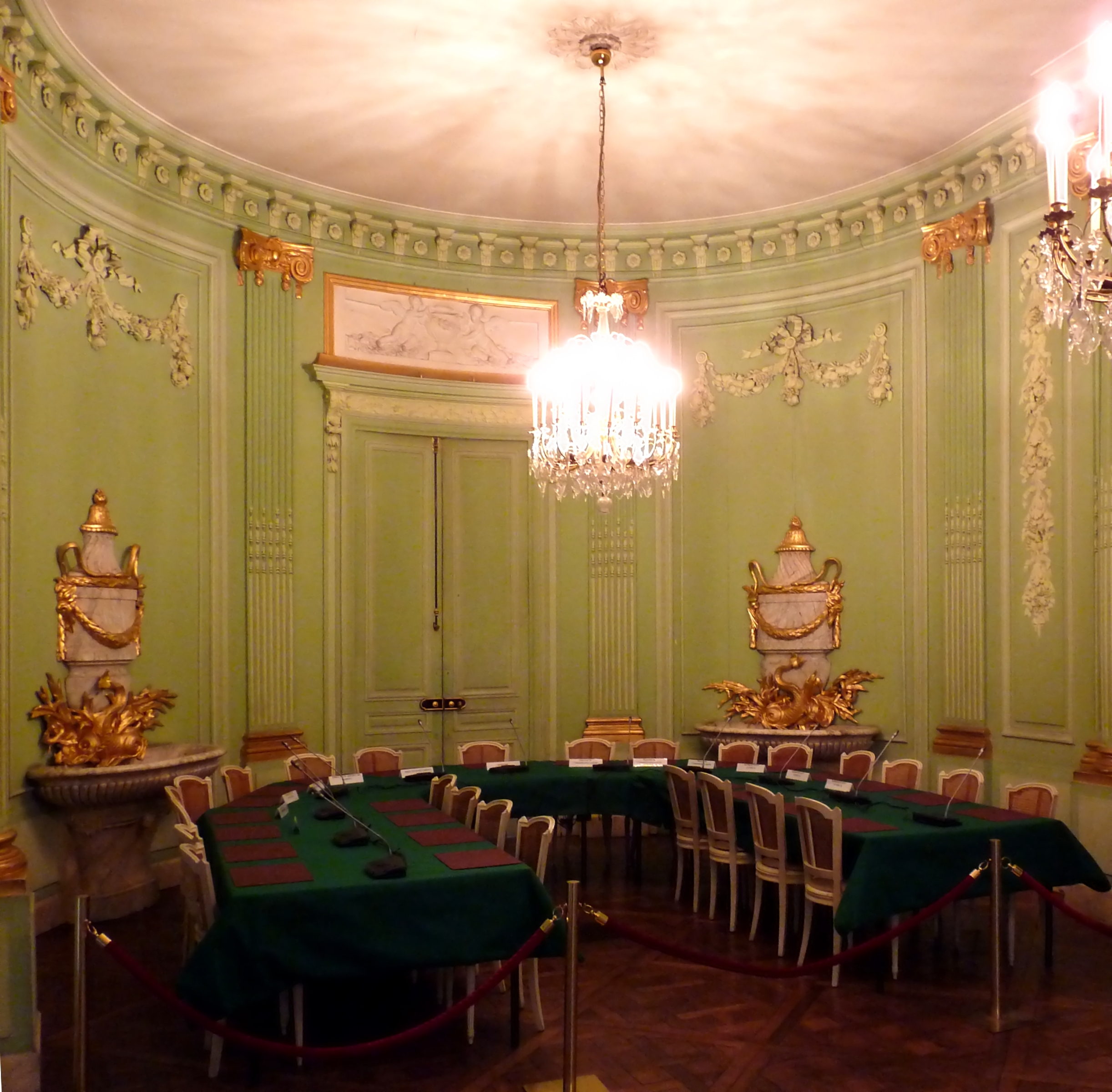
Sala en la que se firmaron los acuerdos

Los acuerdos de Grenelle fueron negociados los días 25 y 26 de mayo, durante la crisis de mayo de 1968, por representantes del gobierno de Pompidou, los sindicatos y las organizaciones de empleadores. Entre los negociadores en particular el gobierno del primer ministro Georges Pompidou, el ministro de Asuntos Sociales, Jean-Marcel Jeanneney, el Secretario de Estado de Asuntos Sociales, Jacques Chirac, y el sindicato CGT Georges Seguy, Berteloot André René Buhl, Henri y Jean-Louis Moynot1 Krasucki.

## El Salón del Ministerio de Acuerdo Laboral
Los acuerdos de Grenelle, llegó a la conclusión 27 de mayo de 1968 en el Hotel du Chatelet -, pero nunca firmó - esencialmente llevar a un aumento del 35% en el salario mínimo (el salario mínimo garantizado) y el 10% de los salarios reales. También prevé la creación de la empresa los sindicatos locales, actúen en la Ley de 27 de diciembre de 1968.
Rechazado por la base, no resuelven la crisis social inmediato y sigue la huelga. Pero tres días después, el 30 de mayo, el general De Gaulle volvió a París después de reunirse con el general Massu en Baden-Baden (Alemania) el día anterior, y confirmada por un gran evento a la derecha en los Campos Elíseos, decide la disolución de la Asamblea Nacional y las causas de las elecciones parlamentarias son 30 de junio de 1968 el triunfo de la gaullista UDR de (293 escaños de un total de 578) y poner fin a la crisis política.
El nombre proviene del lugar donde se negociaron acuerdos de Grenelle, el Ministerio de Trabajo en la calle de Grenelle en París. El Hotel du Châtelet, construido en el siglo XVIII, el antiguo palacio arzobispal, es en realidad adscrito al Ministerio de Trabajo desde 1905. El "Salón de Acuerdos", llamado así desde entonces, es un antiguo comedor con una decoración original se ha conservado.
El nombre de "Grenelle" ha sido tomada en la década de 2000 a fines de describir la consulta pública sobre cuestiones importantes, como por ejemplo durante el Grenelle Medio Ambiente en 2007.
- Datos: Q1615395